# Wałerij Zujew
Wałerij Łeonidowycz Zujew, ukr. Валерій Леонідович Зуєв, ros. Валерий Леонидович Зуев, Walerij Leonidowicz Zujew (ur. 5 listopada 1952 w Kijowie, Ukraińska SRR, zm. 6 maja 2016 w Kijowie, Ukraina) – ukraiński piłkarz, grający na pozycji obrońcy, trener piłkarski.

## Kariera piłkarska

### Kariera klubowa
Jako 10 latek zapisał się do szkoły piłkarskiej Dynama Kijów. W 1969 debiutował w podstawowym składzie Dynama. W 1971 występował w drużynie rezerwowej, a od 1972 regularnie występował w podstawowym składzie zespołu. Z nim też odnosił największe sukcesy: Mistrzostwo ZSRR w 1974, 1975 i 1977, krajowy puchar w 1974 i 1978, Puchar Zdobywców Pucharów w sezonie 1974/1975 oraz Superpuchar Europy w 1975. W latach 1980–1981 występował w drużynie SKA Rostów nad Donem, z którym zdobył kolejny krajowy puchar w 1981. W 1981 przeszedł do SKA Kijów, a w 1982 do Dnipra Dniepropietrowsk, z którym zdobył kolejne Mistrzostwo ZSRR w 1983. Karierę zakończył w 1983, ale jeszcze od 1984 do 1990 występował w nieprofesjonalnym zespole YuGW.

### Kariera reprezentacyjna
23 listopada 1975 zadebiutował w radzieckiej reprezentacji w spotkaniu z reprezentacją Turcji. To był jego jedyny występ.

## Kariera trenerska
Po zakończeniu kariery piłkarskiej pracował jako asystent trenera klubów Dynamo-2 Kijów i Dynamo Kijów oraz reprezentacji Ukrainy. W latach 1997–2000 był głównym trenerem klubu Dynamo-2 Kijów. Potem pomagał trenować Dynamo i Tawrija Symferopol.
6 maja 2016 zmarł w Kijowie w wieku 64 lat.

## Sukcesy i odznaczenia

### Odznaczenia
- tytuł Mistrza Sportu ZSRR: 1974
- tytuł Mistrza Sportu Klasy Międzynarodowej: 1975
- Medal „Za pracę i zwycięstwo”: 2004[2]